# Ray Pennock
Raymond William Pennock, né le 16 juin 1920 et mort le 23 février 1993, est un industriel et chef d'entreprise britannique et européen. Il a été président de la confédération de l'industrie britannique (Confederation of British Industry) de 1980 à 1982 et du lobby européen du patronat, UNICE, qui devient plus tard BusinessEurope, de 1984 à 1986,.

## Biographie
Il se marie en 1943 à Lorna Pearse avec qui il a un fils et deux filles.
En 1978, il devient knight Bachelor britannique, puis devient à partir de 1982, Baron Pennock en Life peer (en) (conservé à vie, non-héréditaire).
Il est président de Confederation of British Industry (CBI) de 1980 à 1982.
Il est président d'UNICE qui devient plus tard BusinnessEurope de 1984 à 1986.